# میان‌راه پرچینی

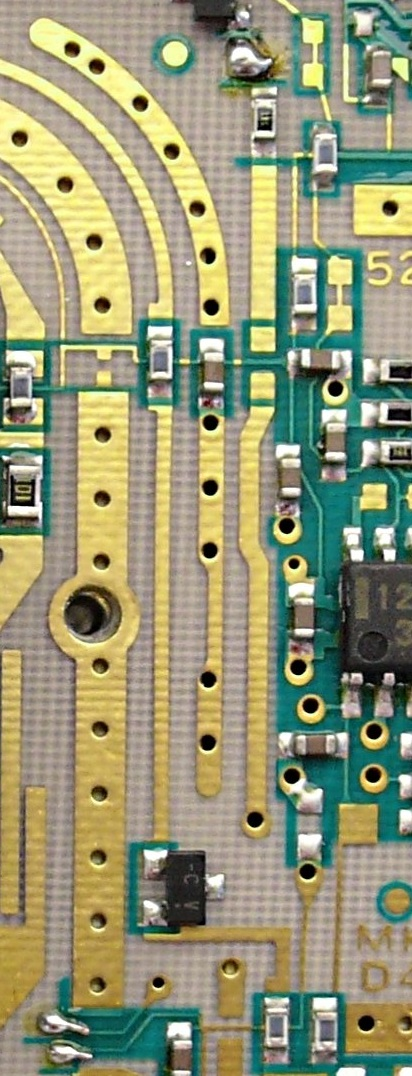
شکل ۱. یک خط ریزنواری که توسط میان‌راه پرچینی روی برد مدار چاپی محافظت می‌شود

میان‌راه پرچینی (به انگلیسی: via fence) که به آن میان‌راه نرده‌ای (به انگلیسی: picket fence) نیز می‌گویند، ساختاری است که در فناوری‌های مدار الکترونیکی مسطح برای بهبود جداسازی بین اجزایی که در غیر این صورت توسط میدان‌های الکترومغناطیسی تزویج می‌شوند، استفاده می‌شود. این شامل یک ردیف سوراخ‌های میان‌راه است که اگر به اندازه کافی به هم نزدیک شوند، مانعی برای انتشار امواج الکترومغناطیسی مدهای تختالی (به انگلیسی: slab modes) در زیرلایه ایجاد می‌کنند. به‌علاوه اگر قرار است تابش موجود در هوای بالای بورد نیز سرکوب شود، یک پد نواری با میان‌راه پرچینی اجازه می‌دهد تا قوطی حفاظ‌گذاری به‌صورت الکتریکی به سمت بالا ضمیمه شود، اما از نظر الکتریکی طوری رفتار کند که گویی از طریق پی‌سی‌بی نیز پیوسته است.
علم‌الکترونیک نوین دارای قطعات و زیرواحدهایی در چگالی بالا برای دستیابی به اندازه کوچک است. به‌طور معمول، بسیاری از توابع روی یک برد یا دای یکپارچه می‌شوند. اگر اینها به درستی از یکدیگر شیلد نشوند، مشکلات زیادی از جمله پاسخ فرکانسی، کارایی نویزی ضعیف و اعوجاج ایجاد می‌شود.
میان‌راه پرچینی برای شیلد از خطوط انتقال ریزنواری و خط‌نواری، لبه‌های محافظ بردهای مدار چاپی، شیلد از واحدهای مدار تابعی از یکدیگر و برای تشکیل دیواره‌های موجبرهای یکپارچه در قالب مسطح استفاده می‌شوند. میان‌راه‌های پرچینی ارزان و آسان برای اجرا هستند، اما از فضای بالای بورد استفاده می‌کنند و به اندازه دیوارهای فلزی جامد مؤثر نیستند.

## هدف
فناوری‌های مسطح در فرکانس‌های ریزموج استفاده می‌شوند و از مسیرهای مدار چاپی به عنوان خطوط انتقال استفاده می‌کنند. علاوه بر میان‌اتصالات، از این خطوط می‌توان برای تشکیل اجزای واحدهای عملکردی مانند فیلترها و تزویج‌گرها استفاده کرد. خطوط مسطح هنگامی که در مجاورت یکدیگر هستند به راحتی به یکدیگر تزویج می‌شوند، این اثر به نام تزویج پارازیتی است. تزویج به دلیل میدان‌های حاشیه‌ای است که از لبه‌های خط پخش می‌شوند و خطوط یا اجزای مجاور را قطع می‌کنند. این یک ویژگی مطلوب در واحدی است که از آن به عنوان بخشی از طراحی استفاده می‌شود. با این حال، مطلوب نیست که میدان‌ها به واحدهای مجاور تزویج شوند. دستگاه‌های الکترونیکی نوین معمولاً باید کوچک باشند. این، و تلاش برای کاهش هزینه‌ها، منجر به درجه بالایی از یکپارچه‌سازی و واحدهای مداری در مجاورت کمتر از حد مطلوب می‌شود. میان‌راه‌های پرچینی یکی از روش‌هایی هستند که می‌توان از آن برای کاهش تزویج مزاحم بین این واحدها استفاده کرد.
از جمله مشکلات متعددی که می‌تواند توسط تزویج مزاحم ایجاد شود، کاهش پهنای‌باند، کاهش همواری باندعبور، کاهش توان خروجی تقویت‌کننده، افزایش بازتاب، بدتر شدن عدد نویز، ایجاد ناپایداری تقویت‌کننده و ایجاد مسیرهای بازخورد نامطلوب است.
در خط‌نواری، از طریق میان‌راه‌های پرچینی که به موازات خط در دو طرف قرار دارند، صفحات زمین را به هم متصل می‌کنند، بنابراین از انتشار مُدهای صفحه‌موازی جلوگیری می‌کنند. یک آرایش مشابه برای سرکوب مُدهای ناخواسته در موجبر هم‌صفحه پشت‌فلزی استفاده می‌شود.

## ساختار

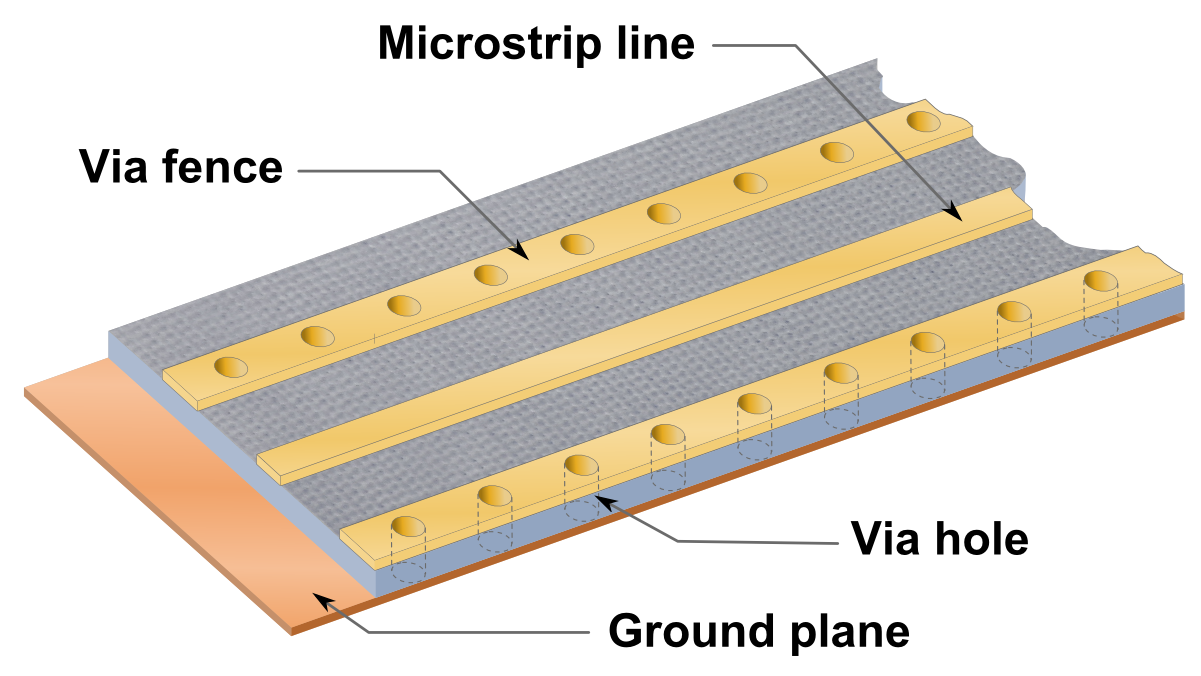
شکل ۲. نمودار یک ریزنوار از میان‌راه پرچینی

میان‌راه پرچینی شامل یک ردیف حفره‌های میان‌راه است، یعنی سوراخ‌هایی که از زیرلایه عبورمی‌کنند و از داخل فلزی می‌شوند تا به پدهایی در بالا و پایین زیرلایه متصل شوند. در شکل خط‌نواری، هر دو قسمت بالا و پایین ورق دی‌الکتریک با یک صفحه زمین فلزی پوشانده شده‌اند، بنابراین هر سوراخ به‌طور خودکار در هر دو انتها به زمین متصل می‌شود. در شکل‌های دیگر مسطح مانند ریزنواری یک صفحه زمین فقط در پایین زیرلایه وجود دارد. در این فرمت‌ها معمول است که پدهای بالای میان‌راه پرچینی را با یک مسیر فلزی وصل می‌کنند (شکل ۲ را ببینید). همان‌طور که می‌توان به صورت نواری انجام داد، این هنوز به‌طور کامل زمین را حصار نمی‌کند. در خط‌نواری، میدان فقط می‌تواند بین سطوح زمین منتشر شود، اما در ریزنواری می‌تواند از بالای میان‌راه پرچینی نشت کند. با این وجود، اتصال‌بندی پدهای بالایی ایزولش (به انگلیسی: isolation) را 6-10 dB بهبود می‌بخشد. در برخی از فن آوری‌ها راحت تر است که این پرچین را از پایَک‌های رساننده (به انگلیسی: conducting posts) به جای میان‌راه‌ها تشکیل دهیم.

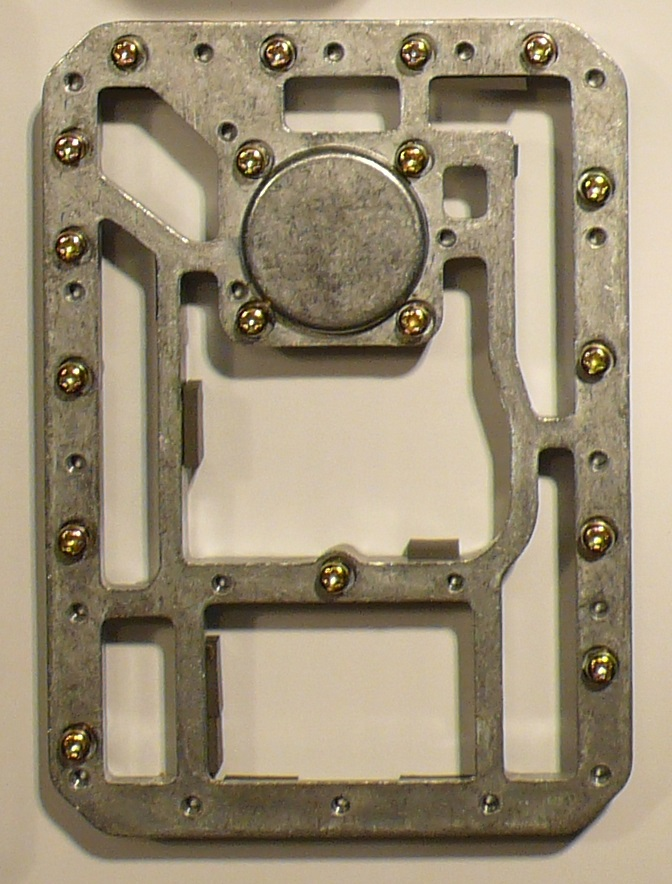
شکل ۳. قالب‌ریزی که دیواره‌های فلزی را برای قرار دادن روی ریزنواری میان‌راه‌های پرچینی فراهم می‌کند

با قرار دادن یک دیوار فلزی در بالای میان‌راه پرچینی می‌توان ایزولِش را بیشتر بهبود بخشید. این دیوارها معمولاً بخشی از محفظه دستگاه را تشکیل می‌دهند. سوراخ‌های بزرگ در میان‌راه‌های پرچینی که در شکل‌های ۱ و ۵ دیده می‌شوند، سوراخ‌های پیچ برای بستن این دیوارها در جای خود هستند. قالب‌ریزی دیواره متعلق به این مدار در شکل ۳ نشان داده شده است.

شکل ۴. مدار معادل حفره میان‌راه

در طراحی پرچین باید اندازه و فاصله میان‌راه‌ها در نظر گرفته شود. در حالت ایدئال، میان‌راه باید به عنوان اتصال کوتاه عمل کند، اما آنها ایدئال نیستند و یک مدار معادل میان‌راه می‌تواند به عنوان یک القاوری شنت مدل شود. گاهی، مدل پیچیده تری مانند مدار معادل نشان داده شده در شکل ۴ مورد نیاز است. L1 به‌دلیل القاوری پدها و C ظرفیت‌خازنی بین آنها است. R و L2 به ترتیب مقاومت و القاوری فلزپوشانی حفره میان‌راه هستند. تشدیدها باید در نظر گرفته شوند، به ویژه تشدید موازی C و L2 به امواج الکترومغناطیسی اجازه عبور در فرکانس تشدید را می‌دهد. این تشدید باید خارج از فرکانس‌های کاری تجهیزات مربوطه قرار گیرد. فاصله پرچین‌ها باید در مقایسه با طول‌موج (λ) در دی‌الکتریک زیرلایه کوچک باشد تا پرچین در برابر امواج برخوردی توپُر به نظر برسد. اگر بیش از حد بزرگ باشد، امواج می‌توانند از شکاف‌ها عبور کنند. یک قانون کلی رایج این است که فاصله کمتر از λ/۲۰ در حداکثر فرکانس کاری باشد.

## کاربردها

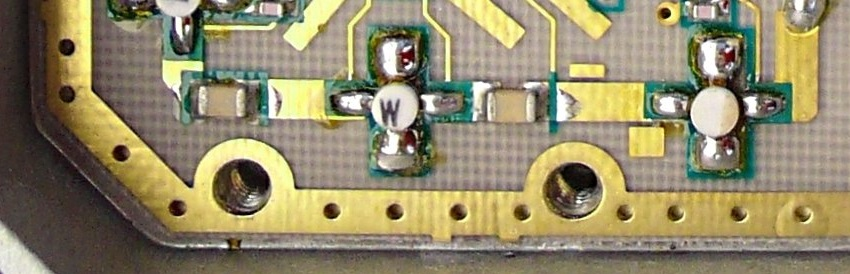
شکل ۵. میان‌راه‌های پرچینی که لبه مدار چاپی را حافظ‌گذاری می‌کنند

میان‌راه‌های پرچینی عمدتاً در فرکانس‌های آراف و ریزموج در هر جایی که فرمت‌های مسطح اعمال می‌شوند استفاده می‌شوند. آنها در فناوری‌های مدار چاپی مانند ریزنواری، فناوری‌های سرامیکی مانند سرامیک هم‌پخت، مدارهای مجتمع ریزموج یکپارچه و فناوری سامانه در یک بسته استفاده می‌شوند. آنها به ویژه در جداسازی واحدهای مدار که در فرکانس‌های مختلف کار می‌کنند اهمیت دارند.
همچنین میان‌راه کوک‌زنی نامیده می‌شود، از میان‌راه‌های پرچینی می‌توان در اطراف لبه یک برد مدار چاپی استفاده کرد، یک مثال در شکل ۵ مشاهده می‌شود. این ممکن است برای جلوگیری از تداخل الکترومغناطیسی با تجهیزات دیگر، یا حتی برای جلوگیری از ورود مجدد تابش از جاهای دیگر در همان مدار انجام شود.
میان‌راه‌های پرچینی نیز در موجبر پایَک‌دیواری که به عنوان موجبر برگ‌لایه (به انگلیسی: laminated waveguide) (ال‌دبلیوجی) نیز شناخته می‌شود، استفاده می‌شود. در ال‌دبلیوجی، دو میان‌راه پرچینی موازی، دیواره‌های یک موجبر را تشکیل می‌دهند. بین آنها و سطوح زمینی بالایی و پایینی زیرلایه، یک فضای عایق الکترومغناطیسی قرار دارد. هیچ رسانای الکتریکی در این فضا وجود ندارد، اما امواج الکترومغناطیسی می‌توانند در مواد دی‌الکتریک محصور در زیرلایه وجود داشته باشند و جهت انتشار آنها توسط ال‌دبلیوجی هدایت می‌شود. این فناوری معمولاً در فرکانس‌های باند میلی‌متری استفاده می‌شود و در نتیجه ابعاد آن بسیار کوچک است. علاوه بر این، ایزوله‌سازی خوب مستلزم این است که میان‌راه‌ها از هم فاصله نزدیکی داشته باشند. به‌طور معمول، ایزولِش ۶۰ دی‌بی بین هادی‌ها مورد نیاز است، که ۳۰ دی‌بی در هر پرچین است. مشخصات پرچین باند دبلیو معمولی (۷۵ تا ۱۱۰ گیگاهرتز) که این نیاز را در ال‌دبلیوجی برآورده می‌کند ۰٫۰۰۳-اینچ (۷۶-میکرومتر) با فاصله میان‌راه‌های ۰٫۰۰۶ اینچ (۱۵۰ میکرومتر) بین مرکزها است. این می‌تواند برای ساخت چالش‌برانگیز باشد و تراکم بالاتری از میان‌راه‌ها گاهی با ساختن پرچین از دو ردیف پلکانی از میان‌راه به دست می‌آید.

## مزایا و معایب
میان‌راه‌های پرچینی ارزان و راحت هستند. هنگامی که در قالب‌های مسطح استفاده می‌شوند، برای ساخت نیازی به فرآیندهای اضافی ندارند. به عنوان مثال، در مدار چاپی، آنها در همان فرآیندی ساخته می‌شوند که الگوهای مسیر را ایجاد می‌کنند. با این حال، میان‌راه‌های پرچینی قادر به رسیدن به ایزولِش قابل‌دستیابی با دیوارهای فلزی یکسَر نیستند.
میان‌راه‌های پرچینی، مقدار زیادی از سطح موجود با ارزش زیرلایه استفاده می‌شود و بنابراین اندازه کلی مجموعه افزایش می‌یابد. میان‌راه‌های پرچینی خیلی نزدیک به خط محافظ می‌تواند ایزولِش یا در غیر این صورت قابل‌یت‌دستیابی را کاهش دهد. در خط‌نواری، یک قانون کلی این است که پرچین‌ها را حداقل چهار برابر فاصله سطح زمین از خط محافظ قرار دهید.

## کتابشناسی - فهرست کتب
- Archambeault, Bruce, PCB Design for Real-World EMI Control, Springer, 2002 شابک ‎۱۴۰۲۰۷۱۳۰۲.
- Bahl, Inder, Lumped Elements for RF and Microwave Circuits, Artech House, 2003 شابک ‎۱۵۸۰۵۳۶۶۱۱.
- Harper, Charles A. , High Performance Printed Circuit Boards, McGraw Hill Professional, 2000 شابک ‎۰۰۷۰۲۶۷۱۳۸.
- Joffe, Elya B. ; Lock, Kai-Song, Grounds for Grounding: A Circuit to System Handbook, John Wiley & Sons, 2010 شابک ‎۹۷۸۰۴۷۱۶۶۰۰۸۸.
- Pao, Hseuh-Yuan; Aguirre, Jerry, "Phased array", in Duixian Liu; Pfeiffer, Ulrich; Grzyb, Janusz; Gaucher, Brian; Advanced Millimeter-wave Technologies: Antennas, Packaging and Circuits, John Wiley & Sons, 2009 شابک ‎۰۴۷۰۷۴۲۹۵X.
- Ponchak, G.E. ; Tentzeris, E.M. ; Papapolymerou, J. , "Coupling between microstrip lines embedded in polyimide layers for 3D-MMICs on Si", IEE Proceedings - Microwaves, Antennas and Propagation, volume 150, issue 5, pages 344–350, October 2003.